# UEFA Futsal Champions League 2021-2022
La UEFA Futsal Champions League 2021-2022 è stata la 21ª edizione del torneo continentale riservato ai club di calcio a 5 vincitori nella precedente stagione del massimo campionato delle federazioni affiliate alla UEFA e la quarta con questa denominazione. La competizione è iniziata il 21 agosto 2021 e si è conclusa il 1º maggio 2022 con la final four presso l'Arena Riga di Riga.

## Squadre partecipanti
Il Portogallo, federazione di provenienza della detentrice del trofeo, lo Sporting CP, e le altre tre migliori federazioni del ranking per nazionali ad aprile 2020 ovvero Spagna, Russia e Kazakistan hanno diritto a iscrivere due squadre. Queste 8 squadre sono fra le 23 squadre con i coefficienti più alti e partono direttamente dal turno principale. Le altre 32 iniziano dal turno preliminare.
Le squadre che hanno già vinto la competizione sono Sporting Lisbona, Barcellona, Qairat, Benfica e Sinara, mentre Levante, Atyraý, Plzeň, Haladás, FON Banjica, Liqeni, CIU, Proekt, Tavşançalı, Cefn Druids e Europa FC sono al debutto.

### Ranking federazioni
Per determinare le quattro federazioni che hanno diritto a iscrivere due squadre viene utilizzato il ranking UEFA per nazionali di futsal maschile aggiornato ad aprile 2020.
| Rank | Federazione          | Coeff.   | Squadre |
| ---- | -------------------- | -------- | ------- |
| 1    | Spagna               | 2204.047 | 2       |
| 2    | Portogallo (TH)      | 2116.631 | 2       |
| 3    | Russia               | 2098.095 | 2       |
| 4    | Kazakistan           | 2073.313 | 2       |
| 5    | Serbia               | 2012.285 | 1       |
| 6    | Azerbaigian          | 1990.738 | 1       |
| 7    | Croazia              | 1958.361 | 1       |
| 8    | Italia               | 1928.482 | 1       |
| 9    | Ucraina              | 1896.725 | 1       |
| 10   | Repubblica Ceca      | 1872.788 | 1       |
| 11   | Slovenia             | 1823.765 | 1       |
| 12   | Romania              | 1790.859 | 1       |
| 13   | Ungheria             | 1771.058 | 1       |
| 14   | Francia              | 1717.830 | 1       |
| 15   | Finlandia            | 1715.791 | 1       |
| 16   | Slovacchia           | 1699.141 | 1       |
| 17   | Bielorussia          | 1682.792 | 1       |
| 18   | Bosnia ed Erzegovina | 1669.033 | 1       |
| 19   | Polonia              | 1643.059 | 1       |

| Rank | Federazione        | Coeff.   | Squadre |
| ---- | ------------------ | -------- | ------- |
| 20   | Paesi Bassi        | 1641.410 | 1       |
| 21   | Belgio             | 1635.426 | 1       |
| 22   | Georgia            | 1627.160 | 1       |
| 23   | Lettonia           | 1470.151 | 1       |
| 24   | Moldavia           | 1454.560 | 1       |
| 25   | Macedonia del Nord | 1423.493 | 1       |
| 26   | Albania            | 1336.154 | 1       |
| 27   | Norvegia           | 1319.691 | 1       |
| 28   | Turchia            | 1276.953 | 1       |
| 29   | Inghilterra        | 1269.457 | 1       |
| 30   | Kosovo             | 1264.428 | 1       |
| 31   | Montenegro         | 1260.291 | 1       |
| 32   | Svezia             | 1235.426 | 1       |
| 33   | Danimarca          | 1225.816 | 1       |
| 34   | Germania           | 1181.253 | 1       |
| 35   | Svizzera           | 1168.489 | 1       |
| 36   | Grecia             | 1164.918 | 1       |
| 37   | Armenia            | 1158.737 | 1       |

| Rank | Federazione      | Coeff.   | Squadre |
| ---- | ---------------- | -------- | ------- |
| 38   | Bulgaria         | 1153.228 | 1       |
| 39   | Cipro            | 1145.801 | 1       |
| 40   | Lituania         | 1131.401 | 1       |
| 41   | Israele          | 1027.399 | 1       |
| 42   | Galles           | 1011.432 | 1       |
| 43   | Andorra          | 910.044  | 1       |
| 44   | San Marino       | 894.052  | 1       |
| 45   | Estonia          | 849.940  | 1       |
| 46   | Malta            | 837.308  | 1       |
| 47   | Scozia           | 816.083  | DNE     |
| 48   | Gibilterra       | 780.661  | 1       |
| 49   | Austria          | 728.018  | 1       |
| 50   | Irlanda del Nord | 724.015  | 1       |
| (NR) | Lussemburgo      | —        | 1       |
| (NR) | Irlanda          | —        | 1       |
| (NR) | Fær Øer          | —        | DNE     |
| (NR) | Islanda          | —        | DNE     |
| (NR) | Liechtenstein    | —        | DNE     |

Note
- (TH) – Nazione con il club detentore del titolo
- (DNE) – Nazione non partecipante
- (NR) – Nazione senza ranking

### Distribuzione delle squadre
La distribuzione delle squadre è regolata dal coefficiente UEFA delle squadre, basato sulle prestazioni delle squadre nelle ultime 3 stagioni.
|                                |                                | Squadre che accedono nel turno                               | Squadre provenienti dal turno precedente |
| ------------------------------ | ------------------------------ | ------------------------------------------------------------ | --- |
| Turno preliminare (32 squadre) | Turno preliminare (32 squadre) | - 32 squadre con ranking 23–54                               | |
| Turno principale               | Percorso A (16 squadre)        | - Detentori del titolo - 15 squadre con ranking 1–11 e 16–19 | |
| Turno principale               | Percorso B (16 squadre)        | - 7 squadre con ranking 12–15 e 20–22                        | - 8 prime classificate del turno preliminare - Migliore seconda classificata del turno preliminare |
| Turno élite (16 squadre)       | Turno élite (16 squadre)       |                                                              | - 4 prime classificate del percorso A del turno principale - 4 seconde classificate del percorso A del turno principale - 4 terze classificate del percorso A del turno principale - 4 prime classificate del percorso B del turno principale |
| Final four (4 squadre)         | Final four (4 squadre)         |                                                              | - 4 prime classificate del turno élite |

### Lista
I club sono stati ordinati in base al loro coefficiente UEFA (aggiornato al 2021).

| Turno principale | Turno principale      | Turno principale | Turno principale | Turno principale |
| Rank             | Squadra               | Coeff.           | Percorso         | Fascia           |
| ---------------- | --------------------- | ---------------- | ---------------- | ---------------- |
| 1                | Barcellona            | 71.501           | A                | 1                |
| TH               | Sporting Lisbona (TH) | 60.333           | A                | 1                |
| 2                | Qairat                | 42.166           | A                | 1                |
| 3                | Benfica (RU)          | 39.666           | A                | 1                |
| 4                | Levante (RU)          | 33.834           | A                | 2                |
| 5                | Tjumen' (RU)          | 25.833           | A                | 2                |
| 6                | Dobovec (H)           | 21.501           | A                | 2                |
| 7                | Sinara                | 17.833           | A                | 2                |
| 8                | Atyraý (RU)           | 16.833           | A                | 3                |
| 9                | Žalgiris (H)          | 12.000           | A                | 3                |
| 10               | Italservice (H)       | 11.667           | A                | 3                |
| 11               | Halle-Gooik           | 10.500           | A                | 3                |
| 12               | Rekord Bielsko-Biała  | 9.501            | B                | 1                |
| 13               | Olmissum (H)          | 9.000            | B                | 1                |
| 14               | Mostar-SG (H)         | 6.500            | B                | 1                |
| 15               | United Galați         | 6.500            | B                | 1                |
| 16               | ACCS                  | 5.917            | A                | 4                |
| 17               | Plzeň                 | 5.834            | A                | 4                |
| 18               | Lučenec (H)           | 5.250            | A                | 4                |
| 19               | Viten                 | 4.667            | A                | 4                |
| 20               | Hovocubo              | 4.500            | B                | 2                |
| 21               | Leo                   | 4.500            | B                | 2                |
| 22               | Uragan (H)            | 4.500            | B                | 2                |

| Turno preliminare | Turno preliminare | Turno preliminare | Turno preliminare |
| Rank              | Squadra           | Coeff.            | Fascia            |
| ----------------- | ----------------- | ----------------- | ----------------- |
| 23                | St. Andrews (H)   | 4.166             | 1                 |
| 24                | Weilimdorf (H)    |                   | 1                 |
| 25                | Araz Naxçıvan     | 3.500             | 1                 |
| 26                | APOEL             |                   | 1                 |
| 27                | Gentofte          |                   | 1                 |
| 28                | Haladás           | 2.500             | 1                 |
| 29                | Minerva (H)       |                   | 1                 |
| 30                | FON Banjica       | 2.333             | 1                 |
| 31                | KaDy              | 2.000             | 2                 |
| 32                | Liqeni            | 2.000             | 2                 |
| 33                | CIU               |                   | 2                 |
| 34                | Differdange 03    |                   | 2                 |
| 35                | Proekt (H)        |                   | 2                 |
| 36                | Doukas (H)        |                   | 2                 |
| 37                | Dinamo Chișinău   | 1.500             | 2                 |
| 38                | Viimsi (H)        |                   | 2                 |
| 39                | Hammarby          | 1.334             | 3                 |
| 40                | Helvecia          |                   | 3                 |
| 41                | Raba (H)          |                   | 3                 |
| 42                | Varna City        |                   | 3                 |
| 43                | Tirana (H)        |                   | 3                 |
| 44                | Diamant Linz      | 0.667             | 3                 |
| 45                | Blue Magic        |                   | 3                 |
| 46                | Ashdod            |                   | 3                 |
| 47                | Utleira           | 4                 |                   |
| 48                | Tavşançalı        | 4                 |                   |
| 49                | Cefn Druids       | 4                 |                   |
| 50                | Europa FC         | 4                 |                   |
| 51                | Titograd (H)      | 4                 |                   |
| 52                | Sparta Belfast    | 4                 |                   |
| 53                | Fiorentino        | 4                 |                   |
| 54                | Encamp            | 4                 |                   |

Note
- (TH) – Squadra campione in carica
- (RU) – Secondo posto nazionale
- (H) - Selezionato come ospitante

## Formula[1][8]
- Fase preliminare (21-25 agosto 2021)

In questo turno si affrontano le 32 squadre con il ranking più basso, divise in 8 gironi da quattro squadre da giocarsi in casa di una delle squadre, le vincitrici dei gironi e la migliore seconda accedono al turno successivo.
- Fase principale (26-31 ottobre 2021)

Percorso A:
Seguono questo percorso la squadra detentrice, le altre prime 11 squadre del ranking e quelle dal 16º al 19º posto nel ranking, divise in quattro gironi da quattro squadre, da giocare in casa di una delle partecipanti. Le prime tre squadre in ognuno dei gironi si qualificano alla fase élite.
Percorso B:
Le squadre dal 12º al 15º posto e dal 20º al 23º posto nel ranking verranno raggiunte dalle vincitrici della fase preliminare, per un totale di 16 partecipanti, anche qui divise in quattro gironi da quattro squadre, da giocare in casa di una delle partecipanti. Le vincitrici dei gironi si qualificano alla fase élite.
- Fase élite e fase finale (1º-5 dicembre 2021; 28 aprile - 1º maggio 2022)

Le 16 squadre si affrontano in quattro gironi da quattro, da sorteggiarsi in primavera. Le rispettive vincitrici dei gironi si qualificano per la fase finale.

### Criteri di classificazione
Nei turni preliminare, principale ed élite le squadre sono classificate in base ai punti ottenuti (3 per la vittoria, uno per il pareggio, 0 per la sconfitta). In caso di parità vengono applicati i seguenti criteri:
1. Maggior numero di punti nelle partite disputate fra le squadre in questione (scontri diretti);
2. Miglior differenza reti nelle partite disputate fra le squadre in questione;
3. Maggior numero di gol segnati nelle partite disputate fra le squadre in questione;
4. Se alcune squadre sono ancora a pari merito dopo aver applicato questi criteri, essi vengono riapplicati esclusivamente alle partite fra le squadre in questione per determinare la classifica finale. Se la suddetta procedura non porta a un esito, si applicano i seguenti criteri;
5. Miglior differenza reti in tutte le partite del girone;
6. Maggior numero di gol segnati in tutte le partite del girone;
7. Minor numero di punti disciplinari (rosso diretto= 3 punti, giallo = 1 punto, doppio giallo = 3 punti);
8. Coefficiente UEFA al momento del sorteggio per il turno in questione;
9. Sorteggio.

Per determinare la migliore seconda del turno preliminare sono considerati tutti i risultati. Vengono applicati i seguenti criteri:
1. Maggior numero di punti;
2. Miglior differenza reti;
3. Maggior numero di reti segnate;
4. Minor numero di punti disciplinari;
5. Coefficiente UEFA al momento del sorteggio per il turno in questione;
6. Sorteggio

## Programma
| Fase              | Sorteggio              | Date                       |
| ----------------- | ---------------------- | -------------------------- |
| Turno preliminare | 7 luglio 2021 (Nyon)   | 21 - 25 agosto 2021        |
| Turno principale  | 30 agosto 2021 (Nyon)  | 26 - 31 ottobre 2021       |
| Turno élite       | 3 novembre 2021 (Nyon) | 1º - 5 dicembre 2021       |
| Fase finale       | 7 aprile 2022 (Nyon)   | 29 aprile - 1º maggio 2021 |

Nei mini-tornei il calendario è il seguente, con una giornata di riposo tra la seconda e la terza giornata:
Nota: per il calendario la squadra organizzatrice è considerata la squadra 1, le altre sono classificate in base al proprio ranking nei turni preliminare e principale e in base alla posizione al momento del sorteggio per il turno élite.
| Giornata   | Partite      |
| ---------- | ------------ |
| Giornata 1 | 2 v 4, 3 v 1 |
| Giornata 2 | 3 v 2, 1 v 4 |
| Giornata 3 | 4 v 3, 1 v 2 |

## Turno preliminare

### Sorteggio
Il sorteggio per il turno preliminare si è tenuto il 7 luglio alle 14:00 CEST a Nyon. Si qualificano al turno principale le prime classificate di ogni girone e la migliore seconda. Le 32 squadre sono state divise in 4 fasce in base al coefficiente per club.
La procedura di sorteggio prevedeva 5 urne: la prima conteneva le squadre ospitanti, sorteggiate per prime e inserite nei gruppi in ordine di uscita e nella loro fascia di riferimento, dopodiché sono state sorteggiate le rimanenti squadre di quarta fascia, contenute nell'urna n°2, per poi proseguire con le squadre di terza, seconda e, infine, prima fascia. I club di Serbia e Kosovo non potevano essere sorteggiati nello stesso gruppo per decisione del comitato esecutivo dell'UEFA.
| Urna 1 (ospitanti) | Urna 2 (4ª fascia)                                                                        | Urna 3 (3ª fascia)                                                        | Urna 4 (2ª fascia)                                         | Urna 5 (1ª fascia)                                                         |
| --- | ----------------------------------------------------------------------------------------- | ------------------------------------------------------------------------- | ---------------------------------------------------------- | -------------------------------------------------------------------------- |
| - - Weilimdorf (1ª fascia) - Minerva (1ª fascia) - Proekt (2ª fascia) - Doukas (2ª fascia) - Viimsi (2ª fascia) - Raba (3ª fascia) - Tirana (3ª fascia) - Titograd (4ª fascia) | - - Utleira - Tavşançalı - Cefn Druids - Europa FC - Sparta Belfast - Fiorentino - Encamp | - - Hammarby - Helvecia - Varna City - Diamant Linz - Blue Magic - Ashdod | - - KaDy - Liqeni - CIU - Differdange 03 - Dinamo Chișinău | - - St. Andrews - Araz Naxçıvan - APOEL - Gentofte - Haladás - FON Banjica |

### Risultati
Le gare si sono svolte tra il 21 e il 25 agosto. (H) indica la squadra ospitante.

#### Gruppo A
| Squadra     | P.ti | G | V | N | P | GF | GS | DR  |
| ----------- | ---- | - | - | - | - | -- | -- | --- |
| St. Andrews | 9    | 3 | 3 | 0 | 0 | 18 | 0  | +18 |
| Proekt (H)  | 6    | 3 | 2 | 0 | 1 | 14 | 6  | +8  |
| Cefn Druids | 3    | 3 | 1 | 0 | 2 | 6  | 15 | -9  |
| Ashdod      | 0    | 3 | 0 | 0 | 3 | 2  | 19 | -17 |

| Squadra 1   | Risultato   | Squadra 2   |
| 1ª giornata | 1ª giornata | 1ª giornata |
| ----------- | ----------- | ----------- |
| St. Andrews | 5 - 0       | Cefn Druids |
| Ashdod      | 0 - 6       | Proekt      |
| 2ª giornata |             |             |
| Ashdod      | 0 - 8       | St. Andrews |
| Proekt      | 8 - 1       | Cefn Druids |
| 3ª giornata |             |             |
| Cefn Druids | 5 - 2       | Ashdod      |
| Proekt      | 0 - 5       | St. Andrews |

#### Gruppo B
| Squadra         | P.ti | G | V | N | P | GF | GS | DR  |
| --------------- | ---- | - | - | - | - | -- | -- | --- |
| Dinamo Chișinău | 9    | 3 | 3 | 0 | 0 | 10 | 6  | +4  |
| Minerva (H)     | 6    | 3 | 2 | 0 | 1 | 25 | 6  | +19 |
| Varna City      | 3    | 3 | 1 | 0 | 2 | 4  | 7  | -3  |
| Fiorentino      | 0    | 3 | 0 | 0 | 3 | 4  | 24 | -20 |

| Squadra 1       | Risultato   | Squadra 2       |
| 1ª giornata     | 1ª giornata | 1ª giornata     |
| --------------- | ----------- | --------------- |
| Dinamo Chișinău | 3 - 2       | Fiorentino      |
| Varna City      | 0 - 4       | Minerva         |
| 2ª giornata     |             |                 |
| Varna City      | 0 - 2       | Dinamo Chișinău |
| Minerva         | 17 - 1      | Fiorentino      |
| 3ª giornata     |             |                 |
| Fiorentino      | 1 - 4       | Varna City      |
| Minerva         | 4 - 5       | Dinamo Chișinău |

#### Gruppo C
| Squadra        | P.ti | G | V | N | P | GF | GS | DR |
| -------------- | ---- | - | - | - | - | -- | -- | -- |
| Haladás        | 9    | 3 | 3 | 0 | 0 | 12 | 6  | +6 |
| Differdange 03 | 3    | 3 | 1 | 0 | 2 | 9  | 10 | -1 |
| Tirana (H)     | 3    | 3 | 1 | 0 | 2 | 8  | 9  | -1 |
| Utleira        | 3    | 3 | 1 | 0 | 2 | 7  | 11 | -4 |

| Squadra 1      | Risultato   | Squadra 2      |
| 1ª giornata    | 1ª giornata | 1ª giornata    |
| -------------- | ----------- | -------------- |
| Haladás        | 5 - 1       | Utleira        |
| Differdange 03 | 2 - 4       | Tirana         |
| 2ª giornata    |             |                |
| Differdange 03 | 3 - 4       | Haladás        |
| Tirana         | 2 - 4       | Utleira        |
| 3ª giornata    |             |                |
| Utleira        | 2 - 4       | Differdange 03 |
| Tirana         | 2 - 3       | Haladás        |

#### Gruppo D
| Squadra        | P.ti | G | V | N | P | GF | GS | DR  |
| -------------- | ---- | - | - | - | - | -- | -- | --- |
| Hammarby       | 6    | 3 | 2 | 0 | 1 | 16 | 9  | +7  |
| Gentofte       | 6    | 3 | 2 | 0 | 1 | 12 | 11 | +1  |
| Viimsi (H)     | 6    | 3 | 2 | 0 | 1 | 16 | 7  | +9  |
| Sparta Belfast | 0    | 3 | 0 | 0 | 3 | 5  | 22 | -17 |

| Squadra 1      | Risultato   | Squadra 2      |
| 1ª giornata    | 1ª giornata | 1ª giornata    |
| -------------- | ----------- | -------------- |
| Gentofte       | 3 - 2       | Sparta Belfast |
| Hammarby       | 3 - 1       | Viimsi         |
| 2ª giornata    |             |                |
| Hammarby       | 5 - 6       | Gentofte       |
| Viimsi         | 11 - 1      | Sparta Belfast |
| 3ª giornata    |             |                |
| Sparta Belfast | 2 - 8       | Hammarby       |
| Viimsi         | 4 - 3       | Gentofte       |

#### Gruppo E
| Squadra      | P.ti | G | V | N | P | GF | GS | DR |
| ------------ | ---- | - | - | - | - | -- | -- | -- |
| FON Banjica  | 9    | 3 | 3 | 0 | 0 | 10 | 2  | +8 |
| Titograd (H) | 6    | 3 | 2 | 0 | 1 | 6  | 3  | +3 |
| Blue Magic   | 3    | 3 | 1 | 0 | 2 | 6  | 9  | -3 |
| CIU          | 0    | 3 | 0 | 0 | 3 | 2  | 10 | -8 |

| Squadra 1   | Risultato   | Squadra 2   |
| 1ª giornata | 1ª giornata | 1ª giornata |
| ----------- | ----------- | ----------- |
| FON Banjica | 4 - 1       | Blue Magic  |
| CIU         | 0 - 2       | Titograd    |
| 2ª giornata |             |             |
| CIU         | 0 - 3       | FON Banjica |
| Titograd    | 3 - 0       | Blue Magic  |
| 3ª giornata |             |             |
| Blue Magic  | 5 - 2       | CIU         |
| Titograd    | 1 - 3       | FON Banjica |

#### Gruppo F
| Squadra       | P.ti | G | V | N | P | GF | GS | DR  |
| ------------- | ---- | - | - | - | - | -- | -- | --- |
| KaDy          | 7    | 3 | 2 | 1 | 0 | 23 | 7  | +16 |
| Araz Naxçıvan | 7    | 3 | 2 | 1 | 0 | 21 | 10 | +11 |
| Raba (H)      | 3    | 3 | 1 | 0 | 2 | 12 | 16 | +4  |
| Europa FC     | 0    | 3 | 0 | 0 | 3 | 8  | 31 | -23 |

| Squadra 1     | Risultato   | Squadra 2     |
| 1ª giornata   | 1ª giornata | 1ª giornata   |
| ------------- | ----------- | ------------- |
| Araz Naxçıvan | 9 - 2       | Europa FC     |
| KaDy          | 5 - 0       | Raba          |
| 2ª giornata   |             |               |
| KaDy          | 4 - 4       | Araz Naxçıvan |
| Raba          | 8 - 3       | Europa FC     |
| 3ª giornata   |             |               |
| Europa FC     | 3 - 14      | KaDy          |
| Raba          | 4 - 8       | Araz Naxçıvan |

#### Gruppo G
| Squadra      | P.ti | G | V | N | P | GF | GS | DR  |
| ------------ | ---- | - | - | - | - | -- | -- | --- |
| Diamant Linz | 7    | 3 | 2 | 1 | 0 | 22 | 10 | +12 |
| Doukas (H)   | 7    | 3 | 2 | 1 | 0 | 13 | 6  | +7  |
| Encamp       | 3    | 3 | 1 | 0 | 2 | 2  | 16 | -14 |
| APOEL        | 0    | 3 | 0 | 0 | 3 | 9  | 14 | -5  |

| Squadra 1    | Risultato   | Squadra 2    |
| 1ª giornata  | 1ª giornata | 1ª giornata  |
| ------------ | ----------- | ------------ |
| APOEL        | 1 - 2       | Encamp       |
| Diamant Linz | 4 - 4       | Doukas       |
| 2ª giornata  |             |              |
| Doukas       | 4 - 0       | Encamp       |
| Diamant Linz | 7 - 6       | APOEL        |
| 3ª giornata  |             |              |
| Encamp       | 0 - 11      | Diamant Linz |
| Doukas       | 5 - 2       | APOEL        |

#### Gruppo H
| Squadra        | P.ti | G | V | N | P | GF | GS | DR  |
| -------------- | ---- | - | - | - | - | -- | -- | --- |
| Liqeni         | 9    | 3 | 3 | 0 | 0 | 15 | 8  | +7  |
| Weilimdorf (H) | 6    | 3 | 2 | 0 | 1 | 19 | 11 | +8  |
| Helvecia       | 3    | 3 | 1 | 0 | 2 | 20 | 19 | +1  |
| Tavşançalı     | 0    | 3 | 0 | 0 | 3 | 4  | 20 | -16 |

| Squadra 1   | Risultato   | Squadra 2   |
| 1ª giornata | 1ª giornata | 1ª giornata |
| ----------- | ----------- | ----------- |
| Liqeni      | 5 - 0       | Tavşançalı  |
| Helvecia    | 7 - 9       | Weilimdorf  |
| 2ª giornata |             |             |
| Helvecia    | 6 - 7       | Liqeni      |
| Weilimdorf  | 8 - 1       | Tavşançalı  |
| 3ª giornata |             |             |
| Tavşançalı  | 3 - 7       | Helvecia    |
| Weilimdorf  | 2 - 3       | Liqeni      |

#### Confronto tra le seconde classificate
| Gruppo   | Squadra        | Pt | G | V | N | P | GF | GS | DR  |
| -------- | -------------- | -- | - | - | - | - | -- | -- | --- |
| Gruppo F | Araz Naxçıvan  | 7  | 3 | 2 | 1 | 0 | 21 | 10 | +11 |
| Gruppo G | Doukas         | 7  | 3 | 2 | 1 | 0 | 13 | 6  | +7  |
| Gruppo B | Minerva        | 6  | 3 | 2 | 0 | 1 | 25 | 6  | +19 |
| Gruppo H | Weilimdorf     | 6  | 3 | 2 | 0 | 1 | 19 | 11 | +8  |
| Gruppo A | Proekt         | 6  | 3 | 2 | 0 | 1 | 14 | 6  | +8  |
| Gruppo E | Titograd       | 6  | 3 | 2 | 0 | 1 | 6  | 3  | +3  |
| Gruppo D | Gentofte       | 6  | 3 | 2 | 0 | 1 | 12 | 11 | +1  |
| Gruppo C | Differdange 03 | 3  | 3 | 1 | 0 | 2 | 9  | 10 | -1  |

Legenda:
      Turno principale
Regole per gli ex aequo: 1) punti; 2) differenza reti; 3) reti segnate; 4) punti disciplinari; 5) ranking UEFA al sorteggio; 6) sorteggio

## Turno principale

### Sorteggio
Il sorteggio per il turno principale si è tenuto il 30 agosto alle 16:00 CEST a Nyon. Nel percorso A, che vede la presenza dei campioni in carica e delle squadre dalla prima alla undicesima e dalla sedicesima alla diciannovesima del ranking, si qualificano le prime 3 classificate di ogni girone, mentre nel percorso B, che comprende le squadre dalla dodicesima alla quindicesima, dalla ventesima alla ventiduesima e quelle provenienti dal turno preliminare, solo le prime di ogni girone avanzano al turno élite.
Nel percorso A le squadre erano divise in 4 fasce, relative alla propria posizione nel ranking. Il sorteggio del percorso A prevedeva la presenza di 5 urne, una per ogni fascia più una contenente le squadre ospitanti, che sono state sorteggiate separatamente e allocate nella posizione relativa alla propria fascia di appartenenza. Ogni girone vede quindi una squadra per ogni fascia.
Nel percorso B le squadre erano divise in 3 fasce relative alla propria posizione nel ranking. Il sorteggio del percorso B prevedeva la presenza di 4 urne, una per ogni fascia più una contenente le squadre ospitanti, che sono state sorteggiate separatamente e allocate nella posizione relativa alla propria fascia di appartenenza. Ogni girone vedrà quindi la presenza di una squadra per ognuna delle prime due fasce e due squadre dell'ultima fascia. Squadre provenienti dalla stessa federazione potevano incontrarsi in questo turno. Come deciso dal comitato esecutivo dell'UEFA non potevano incontrarsi in questo turno squadre provenienti da Kosovo e Serbia, Kosovo e Bosnia ed Erzegovina o Armenia e Azerbaigian.
| Percorso A                                                                                             | Percorso A               | Percorso A               | Percorso A                     | Percorso A                                           |
| Urna 1 (ospitanti)                                                                                     | Urna 2 (posizione 4)     | Urna 3 (posizione 3)     | Urna 4 (posizione 2)           | Urna 5 (posizione 1)                                 |
| --- | ------------------------ | ------------------------ | ------------------------------ | ---------------------------------------------------- |
| - - Dobovec (posizione 2) - Žalgiris (posizione 3) - Italservice (posizione 3) - Lučenec (posizione 4) | - - ACCS - Plzeň - Viten | - - Atyraý - Halle-Gooik | - - Levante - Tjumen' - Sinara | - - Sporting Lisbona - Barcellona - Qairat - Benfica |

| Percorso B                                                                                              | Percorso B                                                                                            | Percorso B           | Percorso B                               | Percorso B |
| Urna 1 (ospitanti)                                                                                      | Urna 2 (posizioni 4 e 3)                                                                              | Urna 3 (posizione 2) | Urna 4 (posizione 1)                     |            |
| --- | --- | -------------------- | ---------------------------------------- | ---------- |
| - - Olmissum (posizione 1) - Mostar-SG (posizione 1) - Uragan (posizione 2) - St. Andrews (posizione 2) | - - Araz Naxçıvan - Haladás - FON Banjica - KaDy - Liqeni - Dinamo Chișinău - Hammarby - Diamant Linz | - - Hovocubo - Leo   | - - Rekord Bielsko-Biała - United Galați |            |

### Risultati
Le gare si sono svolte tra il 26 e il 31 ottobre 2021. (H) indica la squadra ospitante.

#### Percorso A

##### Gruppo 1
| Squadra     | P.ti | G | V | N | P | GF | GS | DR  |
| ----------- | ---- | - | - | - | - | -- | -- | --- |
| Benfica     | 9    | 3 | 3 | 0 | 0 | 17 | 3  | +14 |
| Sinara      | 6    | 3 | 2 | 0 | 1 | 5  | 5  | 0   |
| Halle-Gooik | 3    | 3 | 1 | 0 | 2 | 8  | 4  | +4  |
| Lučenec (H) | 0    | 3 | 0 | 0 | 3 | 2  | 20 | -18 |

| Squadra 1   | Risultato   | Squadra 2   |
| 1ª giornata | 1ª giornata | 1ª giornata |
| ----------- | ----------- | ----------- |
| Benfica     | 2 - 1       | Halle-Gooik |
| Sinara      | 3 - 0       | Lučenec     |
| 2ª giornata |             |             |
| Sinara      | 1 - 5       | Benfica     |
| Lučenec     | 1 - 7       | Halle-Gooik |
| 3ª giornata |             |             |
| Halle-Gooik | 0 - 1       | Sinara      |
| Lučenec     | 1 - 10      | Benfica     |

##### Gruppo 2
| Squadra          | P.ti | G | V | N | P | GF | GS | DR  |
| ---------------- | ---- | - | - | - | - | -- | -- | --- |
| Sporting Lisbona | 9    | 3 | 3 | 0 | 0 | 18 | 5  | +13 |
| ACCS             | 6    | 3 | 2 | 0 | 1 | 14 | 8  | +6  |
| Dobovec (H)      | 3    | 3 | 1 | 0 | 2 | 7  | 12 | -5  |
| Atyraý           | 0    | 3 | 0 | 0 | 3 | 2  | 16 | -14 |

| Squadra 1        | Risultato   | Squadra 2        |
| 1ª giornata      | 1ª giornata | 1ª giornata      |
| ---------------- | ----------- | ---------------- |
| Sporting Lisbona | 4 - 3       | ACCS             |
| Atyraý           | 1 - 2       | Dobovec          |
| 2ª giornata      |             |                  |
| Atyraý           | 1 - 8       | Sporting Lisbona |
| Dobovec          | 4 - 5       | ACCS             |
| 3ª giornata      |             |                  |
| ACCS             | 6 - 0       | Atyraý           |
| Dobovec          | 1 - 6       | Sporting Lisbona |

##### Gruppo 3
| Squadra      | P.ti | G | V | N | P | GF | GS | DR  |
| ------------ | ---- | - | - | - | - | -- | -- | --- |
| Barcellona   | 9    | 3 | 3 | 0 | 0 | 21 | 4  | +17 |
| Levante      | 4    | 3 | 1 | 1 | 1 | 8  | 12 | -4  |
| Viten        | 2    | 3 | 0 | 2 | 1 | 6  | 10 | -4  |
| Žalgiris (H) | 1    | 3 | 0 | 1 | 2 | 5  | 14 | -9  |

| Squadra 1   | Risultato   | Squadra 2   |
| 1ª giornata | 1ª giornata | 1ª giornata |
| ----------- | ----------- | ----------- |
| Barcellona  | 5 - 1       | Viten       |
| Levante     | 4 - 1       | Žalgiris    |
| 2ª giornata |             |             |
| Levante     | 2 - 9       | Barcellona  |
| Žalgiris    | 3 - 3       | Viten       |
| 3ª giornata |             |             |
| Viten       | 2 - 2       | Levante     |
| Žalgiris    | 1 - 7       | Barcellona  |

##### Gruppo 4
| Squadra         | P.ti | G | V | N | P | GF | GS | DR |
| --------------- | ---- | - | - | - | - | -- | -- | -- |
| Qairat          | 5    | 3 | 1 | 2 | 0 | 9  | 8  | +1 |
| Plzeň           | 4    | 3 | 1 | 1 | 1 | 6  | 7  | -1 |
| Tjumen'         | 4    | 3 | 1 | 1 | 1 | 6  | 6  | 0  |
| Italservice (H) | 3    | 3 | 1 | 0 | 2 | 8  | 8  | 0  |

| Squadra 1   | Risultato   | Squadra 2   |
| 1ª giornata | 1ª giornata | 1ª giornata |
| ----------- | ----------- | ----------- |
| Qairat      | 3 - 3       | Plzeň       |
| Tjumen'     | 3 - 2       | Italservice |
| 2ª giornata |             |             |
| Tjumen'     | 3 - 3       | Qairat      |
| Italservice | 4 - 2       | Plzeň       |
| 3ª giornata |             |             |
| Plzeň       | 1 - 0       | Tjumen'     |
| Italservice | 2 - 3       | Qairat      |

#### Percorso B

##### Gruppo 5
| Squadra              | P.ti | G | V | N | P | GF | GS | DR |
| -------------------- | ---- | - | - | - | - | -- | -- | -- |
| Haladás              | 9    | 3 | 3 | 0 | 0 | 16 | 9  | +7 |
| Rekord Bielsko-Biała | 4    | 3 | 1 | 1 | 1 | 11 | 7  | +4 |
| St. Andrews (H)      | 4    | 3 | 1 | 1 | 1 | 6  | 9  | -3 |
| Hammarby             | 0    | 3 | 0 | 0 | 3 | 8  | 16 | -8 |

| Squadra 1            | Risultato   | Squadra 2            |
| 1ª giornata          | 1ª giornata | 1ª giornata          |
| -------------------- | ----------- | -------------------- |
| Rekord Bielsko-Biała | 7 - 2       | Hammarby             |
| Haladás              | 6 - 2       | St. Andrews          |
| 2ª giornata          |             |                      |
| Haladás              | 4 - 3       | Rekord Bielsko-Biała |
| St. Andrews          | 3 - 2       | Hammarby             |
| 3ª giornata          |             |                      |
| Hammarby             | 4 - 6       | Haladás              |
| St. Andrews          | 1 - 1       | Rekord Bielsko-Biała |

##### Gruppo 6
| Squadra       | P.ti | G | V | N | P | GF | GS | DR |
| ------------- | ---- | - | - | - | - | -- | -- | -- |
| Uragan (H)    | 9    | 3 | 3 | 0 | 0 | 11 | 2  | +9 |
| Araz Naxçıvan | 4    | 3 | 1 | 1 | 1 | 12 | 11 | +1 |
| Liqeni        | 4    | 3 | 1 | 1 | 1 | 13 | 17 | -4 |
| United Galați | 0    | 3 | 0 | 0 | 3 | 7  | 13 | -6 |

| Squadra 1     | Risultato   | Squadra 2     |
| 1ª giornata   | 1ª giornata | 1ª giornata   |
| ------------- | ----------- | ------------- |
| United Galați | 4 - 6       | Liqeni        |
| Uragan        | 2 - 1       | Araz Naxçıvan |
| 2ª giornata   |             |               |
| Araz Naxçıvan | 5 - 3       | United Galați |
| Uragan        | 7 - 1       | Liqeni        |
| 3ª giornata   |             |               |
| Liqeni        | 6 - 6       | Araz Naxçıvan |
| Uragan        | 2 - 0       | United Galați |

##### Gruppo 7
| Squadra      | P.ti | G | V | N | P | GF | GS | DR  |
| ------------ | ---- | - | - | - | - | -- | -- | --- |
| Olmissum (H) | 9    | 3 | 3 | 0 | 0 | 14 | 1  | +13 |
| FON Banjica  | 3    | 3 | 1 | 0 | 2 | 12 | 7  | +5  |
| Leo          | 3    | 3 | 1 | 0 | 2 | 7  | 12 | -5  |
| Diamant Linz | 3    | 3 | 1 | 0 | 2 | 6  | 19 | -13 |

| Squadra 1    | Risultato   | Squadra 2    |
| 1ª giornata  | 1ª giornata | 1ª giornata  |
| ------------ | ----------- | ------------ |
| Leo          | 4 - 5       | Diamant Linz |
| Olmissum     | 3 - 1       | FON Banjica  |
| 2ª giornata  |             |              |
| FON Banjica  | 2 - 3       | Leo          |
| Olmissum     | 6 - 0       | Diamant Linz |
| 3ª giornata  |             |              |
| Diamant Linz | 1 - 9       | FON Banjica  |
| Olmissum     | 5 - 0       | Leo          |

##### Gruppo 8
| Squadra         | P.ti | G | V | N | P | GF | GS | DR  |
| --------------- | ---- | - | - | - | - | -- | -- | --- |
| Hovocubo        | 7    | 3 | 2 | 1 | 0 | 11 | 3  | +8  |
| KaDy            | 5    | 3 | 1 | 2 | 0 | 12 | 4  | +8  |
| Mostar-SG (H)   | 4    | 3 | 1 | 1 | 1 | 11 | 8  | +3  |
| Dinamo Chișinău | 0    | 3 | 0 | 0 | 3 | 4  | 23 | -19 |

| Squadra 1       | Risultato   | Squadra 2       |
| 1ª giornata     | 1ª giornata | 1ª giornata     |
| --------------- | ----------- | --------------- |
| Hovocubo        | 5 - 0       | Dinamo Chișinău |
| Mostar-SG       | 1 - 1       | KaDy            |
| 2ª giornata     |             |                 |
| KaDy            | 2 - 2       | Hovocubo        |
| Mostar-SG       | 9 - 3       | Dinamo Chișinău |
| 3ª giornata     |             |                 |
| Dinamo Chișinău | 1 - 9       | KaDy            |
| Mostar-SG       | 1 - 4       | Hovocubo        |

## Turno élite

### Sorteggio
Il sorteggio per il turno élite si è tenuto il 3 novembre alle 14:00 CET a Nyon.
Le squadre erano divise in 3 fasce: vincitrici dei gironi del percorso A (urna 4), seconde classificate dei gironi del percorso A (urna 3) e terze classificate del percorso A insieme alle vincitrici del percorso B (urna 2). Ogni girone vede una squadra per ognuna delle prime due fasce di cui sopra e due dell'ultima fascia. Le squadre ospitanti sono state divise in un'altra urna e riallocate alle fasce di competenza. Le prime classificate non potevano incontrare le seconde che provenivano dal loro stesso girone del turno principale. Squadre provenienti dalla stessa federazione avrebbero potuto incontrarsi in questo turno. Inoltre, sulla base della decisione presa dal Panel di Emergenza UEFA, squadre provenienti da Russia e Ucraina non potevano essere inserite nello stesso girone..

(H) indica la squadra ospitante.
| Percorso A | Percorso A           | Percorso A               | Percorso A             |
| Gruppo     | Vincitore (Fascia 1) | Secondo posto (Fascia 2) | Terzo posto (Fascia 3) |
| ---------- | -------------------- | ------------------------ | ---------------------- |
| 1          | Benfica (H)          | Sinara                   | Halle-Gooik            |
| 2          | Sporting Lisbona (H) | ACCS                     | Dobovec                |
| 3          | Barcellona           | Levante                  | Viten                  |
| 4          | Qairat               | Plzeň (H)                | Tjumen' (H)            |
| Percorso B |                      |                          |                        |
| Gruppo     | Vincitore (Fascia 3) |                          |                        |
| 5          | Haladás              |                          |                        |
| 6          | Uragan               |                          |                        |
| 7          | Olmissum             |                          |                        |
| 8          | Hovocubo             |                          |                        |

### Risultati
Le vincitrici di ogni gruppo avanzano alla Final Four.

Le gare si svolgeranno tra il 1º e il 5 dicembre 2021. (H) indica la squadra ospitante.

### Gruppo A
| Squadra     | P.ti | G | V | N | P | GF | GS | DR |
| ----------- | ---- | - | - | - | - | -- | -- | -- |
| Tjumen' (H) | 9    | 3 | 3 | 0 | 0 | 11 | 6  | +5 |
| ACCS        | 4    | 3 | 1 | 1 | 1 | 15 | 13 | +2 |
| Qairat      | 4    | 3 | 1 | 1 | 1 | 8  | 8  | 0  |
| Viten       | 0    | 3 | 0 | 0 | 3 | 9  | 16 | -7 |

| Squadra 1   | Risultato   | Squadra 2   |
| 1ª giornata | 1ª giornata | 1ª giornata |
| ----------- | ----------- | ----------- |
| Qairat      | 3 - 2       | Viten       |
| ACCS        | 2 - 5       | Tjumen'     |
| 2ª giornata |             |             |
| ACCS        | 3 - 3       | Qairat      |
| Tjumen'     | 3 - 2       | Viten       |
| 3ª giornata |             |             |
| Viten       | 5 - 10      | ACCS        |
| Tjumen'     | 3 - 2       | Qairat      |

### Gruppo B
| Squadra              | P.ti | G | V | N | P | GF | GS | DR  |
| -------------------- | ---- | - | - | - | - | -- | -- | --- |
| Sporting Lisbona (H) | 7    | 3 | 2 | 1 | 0 | 12 | 4  | +8  |
| Sinara               | 7    | 3 | 2 | 1 | 0 | 9  | 4  | +5  |
| Olmissum             | 3    | 3 | 1 | 0 | 2 | 7  | 9  | -2  |
| Hovocubo             | 0    | 3 | 0 | 0 | 3 | 6  | 17 | -11 |

| Squadra 1        | Risultato   | Squadra 2        |
| 1ª giornata      | 1ª giornata | 1ª giornata      |
| ---------------- | ----------- | ---------------- |
| Sinara           | 5 - 1       | Hovocubo         |
| Olmissum         | 1 - 3       | Sporting Lisbona |
| 2ª giornata      |             |                  |
| Olmissum         | 2 - 3       | Sinara           |
| Sporting Lisbona | 8 - 2       | Hovocubo         |
| 3ª giornata      |             |                  |
| Hovocubo         | 3 - 4       | Olmissum         |
| Sporting Lisbona | 1 - 1       | Sinara           |

### Gruppo C
| Squadra     | P.ti | G | V | N | P | GF | GS | DR  |
| ----------- | ---- | - | - | - | - | -- | -- | --- |
| Barcellona  | 9    | 3 | 3 | 0 | 0 | 19 | 7  | +12 |
| Plzeň (H)   | 3    | 3 | 1 | 0 | 2 | 9  | 9  | 0   |
| Halle-Gooik | 3    | 3 | 1 | 0 | 2 | 11 | 15 | -4  |
| Dobovec     | 3    | 3 | 1 | 0 | 2 | 6  | 14 | -8  |

| Squadra 1   | Risultato   | Squadra 2   |
| 1ª giornata | 1ª giornata | 1ª giornata |
| ----------- | ----------- | ----------- |
| Barcellona  | 8 - 2       | Dobovec     |
| Halle-Gooik | 3 - 6       | Plzeň       |
| 2ª giornata |             |             |
| Halle-Gooik | 4 - 8       | Barcellona  |
| Plzeň       | 2 - 3       | Dobovec     |
| 3ª giornata |             |             |
| Dobovec     | 1 - 4       | Halle-Gooik |
| Plzeň       | 1 - 3       | Barcellona  |

### Gruppo D
| Squadra     | P.ti | G | V | N | P | GF | GS | DR  |
| ----------- | ---- | - | - | - | - | -- | -- | --- |
| Benfica (H) | 9    | 3 | 3 | 0 | 0 | 15 | 5  | +10 |
| Haladás     | 3    | 3 | 1 | 0 | 2 | 9  | 11 | -2  |
| Levante     | 3    | 3 | 1 | 0 | 2 | 8  | 10 | -2  |
| Uragan      | 3    | 3 | 1 | 0 | 2 | 5  | 11 | -6  |

| Squadra 1   | Risultato   | Squadra 2   |
| 1ª giornata | 1ª giornata | 1ª giornata |
| ----------- | ----------- | ----------- |
| Levante     | 3 - 5       | Uragan      |
| Haladás     | 3 - 8       | Benfica     |
| 2ª giornata |             |             |
| Haladás     | 2 - 3       | Levante     |
| Benfica     | 4 - 0       | Uragan      |
| 3ª giornata |             |             |
| Uragan      | 0 - 4       | Haladás     |
| Benfica     | 3 - 2       | Levante     |

## Final four
La final four si è tenuta dal 29 aprile al 1º maggio 2022. Le partite si sono svolte presso l'Arena Riga, già sede dell'UEFA Under-19 Futsal Championship 2019. In caso di parità al termine delle partite il regolamento prevedeva due tempi supplementari di 5' e, in caso di ulteriore parità, lo svolgimento dei tiri di rigore. Nella finale 3º posto non erano previsti tempi supplementari. Il sorteggio si è svolto il 7 aprile a Nyon alle 11:30.

### Squadre qualificate
Le seguenti 4 squadre si sono qualificate alla Final Four.
Nella tabella le edizioni fino alla 2018 si sono disputate con la denominazione di Coppa Uefa, quelle dal 2019 in poi come Champions League. Sono mostrate solo le partecipazioni alla final four e alla final eight, nel 2002 e dal 2007 in poi.
Campione e squadra ospitante per l'anno in questione.
| Gruppo | Squadra          | Partecipazioni precedenti                          |
| ------ | ---------------- | -------------------------------------------------- |
| A      | ACCS             | Esordiente                                         |
| B      | Sporting Lisbona | 8 (2002, 2011, 2012, 2015, 2017, 2018, 2019, 2021) |
| C      | Barcellona       | 8 (2012, 2013, 2014, 2015, 2018, 2019, 2020, 2021) |
| D      | Benfica          | 4 (2010, 2011, 2016, 2021)                         |

### Tabellone
|  | Semifinali       | Semifinali       | Semifinali |            |                  | Finale           | Finale          | Finale          |  |
|  |                  |                  |            |            |                  |                  |                 |                 |  |
|  | ACCS             | ACCS             | 2          |            |                  |                  |                 |                 |  |
|  | ACCS             | ACCS             | 2          |            |                  |                  |                 |                 |  |
|  | Sporting Lisbona | Sporting Lisbona | 6          |            |                  |                  |                 |                 |  |
|  | Sporting Lisbona | Sporting Lisbona | 6          |            | Sporting Lisbona | Sporting Lisbona | 0               |                 |  |
|  |                  |                  |            |            | Sporting Lisbona | Sporting Lisbona | 0               |                 |  |
|  |                  |                  | Barcellona | Barcellona | 4                |                  |                 |                 |  |
|  | Benfica          | Benfica          | Barcellona | Barcellona | 4                | 4                |                 |                 |  |
|  | Benfica          | Benfica          |            |            |                  | 4                |                 |                 |  |
|  | Barcellona (dts) | Barcellona (dts) | 5          |            |                  | Finale 3º posto  | Finale 3º posto | Finale 3º posto |  |
|  | Barcellona (dts) | Barcellona (dts) | 5          |            |                  |                  |                 |                 |  |
|  |                  |                  |            |            |                  |                  |                 |                 |  |
|  |                  |                  |            |            |                  | ACCS             | ACCS            | 2               |  |
|  |                  |                  |            |            |                  | ACCS             | ACCS            | 2               |  |
|  |                  |                  |            |            |                  | Benfica          | Benfica         | 5               |  |

Gli orari indicati sono locali (EEST, UTC+3).

### Semifinali
| Arbitri: | Ondřej Černý Gábor Kovács Vedran Babic |
| Crono:   | Chiara Perona                          |

|                              |           |                                                                                                |
| Lutin 17'38'’ Galmim 27'32'’ | Marcatori | 4'04'’ Cejudo 10'27'’ T. Paçó 11'32'’, 29'26'’ Merlim 24'02'’ Cavinato 32'16'’ (rig.) Cardinal |

| Arbitri: | Nicola Manzione Chiara Perona Nikola Jelić |
| Crono:   | Gábor Kovács                               |

|                                                                    |           |                                                                                            |
| Tayebi 0'41'’ (rig.) V. Rocha 8'57'’ Jesus 16'38'’ Čiškala 37'56'’ | Marcatori | 20'21'’ Matheus Rodrigues 30'23'’ Ferrão 34'08'’, 37'30'’ Dyego Zuffo 49'43'’ A. Fernández |

### Finale 3º posto
| Arbitri: | Ondřej Černý Nicola Manzione Vedran Babic |
| Crono:   | Gábor Kovács                              |

|                             |           |                                                                             |
| Touré 32'10'’ Lutin 36'33'’ | Marcatori | 19'31'’ Tayebi 29'46'’ Rômulo 32'19'’ Ferreira 38'33'’ Jacaré 39'16'’ Henmi |

### Finale
| Arbitri: | Nikola Jelić Vedran Babic Ondřej Černý |
| Crono:   | Chiara Perona                          |

| |            | |
| Lozano 15'19'’ Pito 18'35'’ Ferrão 20'27'’ Plana 38'19'’ | Marcatori  | |
| · Dídac Plana 21 · André Coelho 4 · 22'06'’ Dyego Zuffo 7 · Adolfo Fernández 8 · Ferrão 11 · Alex Lluch 15 · Miquel Feixas 26 · 36'31'’ Bernat Povill 2 · Matheus Rodrigues 3 · Sergio Lozano 9 · Nicolás Marrón 16 · Pito 17 · Marcênio 18 · Carlos Ortiz 23 | Formazioni | · 14 Guitta · 9 João Matos 19'25'’ · 4 Tomás Paçó · 29 Alex Merlim · 17 Diego Cavinato · 16 Bernardo Paçó · 6 Zicky Té · 7 Fernando Cardinal 22'06'’ · 8 Erick Mendonça 30'58'’ · 10 Pauleta · 11 Waltinho 9'09'’ · 20 Miguel Ângelo 7'06'’ · 44 Esteban Cejudo |
| Jesús Velasco | Allenatori | Nuno Dias |

## Classifica marcatori
- Turno preliminare: Sono state segnate 360 reti in 48 incontri (7,50 gol per partita).
- Turno principale: Sono state segnate 303 reti in 48 incontri (6,31 gol per partita).
- Turno élite: Sono state segnate 159 reti in 24 incontri (6,63 gol per partita).
- Final Four: Sono state segnate 28 reti in 4 incontri (7,00 gol per partita).
- Totale: Sono state segnate 850 reti in 124 incontri (6,85 gol per partita).

— Squadra eliminata / inattiva in questo turno.

| Pos. | Giocatore          | Squadra          | PR | MR | ER | Final Four | Final Four | Final Four | Totale |
| Pos. | Giocatore          | Squadra          | PR | MR | ER | SF         | F3         | F          | Totale |
| ---- | ------------------ | ---------------- | -- | -- | -- | ---------- | ---------- | ---------- | ------ |
| 1    | Mirko Marinkovic   | Diamant Linz     | 11 | 0  | —  | —          | —          | —          | 11     |
| 2    | Diego Cavinato     | Sporting Lisbona | —  | 5  | 4  | 1          | —          | 0          | 10     |
| 2    | Zoltán Dróth       | Haladás          | 4  | 4  | 2  | —          | —          | —          | 10     |
| 4    | Ferrão             | Barcellona       | —  | 1  | 5  | 1          | —          | 1          | 8      |
| 4    | Italo              | KaDy             | 4  | 4  | —  | —          | —          | —          | 8      |
| 4    | Jukka Kytölä       | KaDy             | 4  | 4  | —  | —          | —          | —          | 8      |
| 4    | Maneca             | Araz Naxçıvan    | 6  | 2  | —  | —          | —          | —          | 8      |
| 8    | Sergio Lozano      | Barcellona       | —  | 4  | 2  | 0          | —          | 1          | 7      |
| 8    | Pito               | Barcellona       | —  | 4  | 2  | 0          | —          | 1          | 7      |
| 8    | Matheus Rodrigues  | Barcellona       | —  | 3  | 3  | 1          | —          | 0          | 7      |
| 8    | Yulián Díaz        | Liqeni           | 5  | 2  | —  | —          | —          | —          | 7      |
| 12   | Hossein Tayebi     | Benfica          | —  | 2  | 2  | 1          | 1          | —          | 6      |
| 12   | Artem Fareniuk     | Uragan           | —  | 5  | 1  | —          | —          | —          | 6      |
| 12   | Henrique Souza     | Haladás          | 3  | 2  | 1  | —          | —          | —          | 6      |
| 12   | Daniel Araujo      | United Galați    | —  | 6  | —  | —          | —          | —          | 6      |
| 12   | Sebastián Sánchez  | Liqeni           | 3  | 3  | —  | —          | —          | —          | 6      |
| 12   | Felipinho          | Araz Naxçıvan    | 4  | 2  | —  | —          | —          | —          | 6      |
| 12   | Hebberth Bolt      | St. Andrews      | 4  | 2  | —  | —          | —          | —          | 6      |
| 19   | Alex Merlim        | Sporting Lisbona | —  | 1  | 2  | 2          | —          | 0          | 5      |
| 19   | Ivan Čiškala       | Benfica          | —  | 2  | 2  | 1          | 0          | —          | 5      |
| 19   | Afonso Jesus       | Benfica          | —  | 1  | 3  | 1          | 0          | —          | 5      |
| 19   | Tomáš Vnuk         | Plzeň            | —  | 1  | 4  | —          | —          | —          | 5      |
| 19   | Waltinho           | Sporting Lisbona | —  | 2  | 3  | 0          | 0          |            | 5      |
| 19   | Iliass Bouzit      | Hovocubo         | —  | 3  | 2  | —          | —          | —          | 5      |
| 19   | Marko Radovanović  | FON Banjica      | 3  | 2  | —  | —          | —          | —          | 5      |
| 19   | Sebastian Homquist | Hammarby         | 4  | 1  | —  | —          | —          | —          | 5      |
| 19   | Maikinho           | St. Andrews      | 4  | 1  | —  | —          | —          | —          | 5      |
| 19   | Fábio Aguiar       | Minerva          | 5  | —  | —  | —          | —          | —          | 5      |
| 19   | Daniel Machado     | Minerva          | 5  | —  | —  | —          | —          | —          | 5      |
| 19   | Lampros Tsinas     | Doukas           | 5  | —  | —  | —          | —          | —          | 5      |

| Pos. | Giocatore           | Squadra         | PR | MR | ER | Final Four | Final Four | Final Four | Totale |
| Pos. | Giocatore           | Squadra         | PR | MR | ER | SF         | F3         | F          | Totale |
| ---- | ------------------- | --------------- | -- | -- | -- | ---------- | ---------- | ---------- | ------ |
| 31   | Dyego Zuffo         | Barcellona      | —  | 0  | 2  | 2          | —          | 0          | 4      |
| 31   | Nelson Lutin        | ACCS            | —  | 2  | 0  | 1          | 1          | —          | 4      |
| 31   | Adolfo Fernández    | Barcellona      | —  | 2  | 1  | 1          | —          | 0          | 4      |
| 31   | Jacaré              | Benfica         | —  | 1  | 2  | 0          | 1          | —          | 4      |
| 31   | Mamadou Touré       | ACCS            | —  | 3  | 0  | 0          | 1          | —          | 4      |
| 31   | Abdessamad Mohammed | ACCS            | —  | 0  | 4  | 0          | 0          | —          | 4      |
| 31   | Bruno Taffy         | Tjumen'         | —  | 0  | 4  | —          | —          | —          | 4      |
| 31   | Araça               | Levante         | —  | 1  | 3  | —          | —          | —          | 4      |
| 31   | Maksim Gerasimov    | Sinara          | —  | 1  | 3  | —          | —          | —          | 4      |
| 31   | Anton Sokolov       | Sinara          | —  | 1  | 3  | —          | —          | —          | 4      |
| 31   | Diego Favero        | Qairat          | —  | 2  | 2  | —          | —          | —          | 4      |
| 31   | Souheil Mouhoudine  | ACCS            | —  | 2  | 2  | 0          | 0          | —          | 4      |
| 31   | Michal Seidler      | Plzeň           | —  | 2  | 2  | —          | —          | —          | 4      |
| 31   | Artëm Antoškin      | Tjumen'         | —  | 3  | 1  | —          | —          | —          | 4      |
| 31   | Eduardo Borges      | Halle-Gooik     | —  | 3  | 1  | —          | —          | —          | 4      |
| 31   | Kristjan Čujec      | Dobovec         | —  | 3  | 1  | —          | —          | —          | 4      |
| 31   | Jakov Hrstić        | Olmissum        | —  | 3  | 1  | —          | —          | —          | 4      |
| 31   | Bilal Bakkali       | ACCS            | —  | 4  | 0  | 0          | 0          | —          | 4      |
| 31   | Lazar Milosavljevic | FON Banjica     | 1  | 3  | —  | —          | —          | —          | 4      |
| 31   | İsa Atayev          | Araz Naxçıvan   | 2  | 2  | —  | —          | —          | —          | 4      |
| 31   | Ramiz Çovdarov      | Araz Naxçıvan   | 2  | 2  | —  | —          | —          | —          | 4      |
| 31   | Arber Shkodra       | Liqeni          | 2  | 2  | —  | —          | —          | —          | 4      |
| 31   | Gabriel Diaz        | Hammarby        | 3  | 1  | —  | —          | —          | —          | 4      |
| 31   | Mikko Kytölä        | KaDy            | 3  | 1  | —  | —          | —          | —          | 4      |
| 31   | Denis Ramić         | FON Banjica     | 3  | 1  | —  | —          | —          | —          | 4      |
| 31   | Josip Čačić         | Weilimdorf      | 4  | —  | —  | —          | —          | —          | 4      |
| 31   | Mads Falck          | Gentofte        | 4  | —  | —  | —          | —          | —          | 4      |
| 31   | Jorge Junco Diaz    | Europa FC       | 4  | —  | —  | —          | —          | —          | 4      |
| 31   | Malush Qerimi       | Tirana          | 4  | —  | —  | —          | —          | —          | 4      |
| 31   | Muhammet Sözer      | Weilimdorf      | 4  | —  | —  | —          | —          | —          | 4      |
| 31   | Xətai Bağırov       | Araz Naxçıvan   | 4  | 0  | —  | —          | —          | —          | 4      |
| 31   | Sergei Korsunov     | KaDy            | 4  | 0  | —  | —          | —          | —          | 4      |
| 31   | Andrei Negara       | Dinamo Chișinău | 4  | 0  | —  | —          | —          | —          | 4      |
| 31   | Cvijetin Pavic      | Diamant Linz    | 4  | 0  | —  | —          | —          | —          | 4      |
| 31   | Dejan Pavlovic      | Diamant Linz    | 4  | 0  | —  | —          | —          | —          | 4      |